# Махаров, Егор Михайлович
Его́р Миха́йлович Ма́харов (род. 2 мая 1938, Халбакинский наслег, Вилюйский улус, Якутская АССР) — советский и российский философ и государственный деятель, специалист в области социальной философии и философской антропологии. Доктор философских наук, профессор. Действительный член Академии наук Республики Саха (Якутия), действительный член Академии социальных наук Российской Федерации.

## Биография
Родился 2 мая 1938 года в Халбакинском наслеге Вилюйского улуса Якутской АССР.
В 1966 году окончил историко-филологический факультет Якутского государственного университета.
Преподавал историю и обществоведение в педагогическом училище и высших учебных заведениях.
Был старшим преподавателем и доцентом кафедры философии Якутского государственного университета.
В 1973 году окончил аспирантуру философского факультета МГУ имени М. В. Ломоносова и в 1974 году защитил диссертацию на соискание учёной степени кандидата философских наук по теме «Личность как философско-соцологическая категория».
В 1980—1989 годах — руководитель лекторской группой областного комитета КПСС.
В 1991 году обучался в докторантуре Российской академии управления и 1992 году защитил диссертацию на соискание учёной степени доктора философских наук по теме «Методология комплексного исследования человека».
Работал в Совете Министров Республики Саха (Якутия), а затем — в Государственном комитете по высшей школе, науке и технической политике.
В 1992 по 1995 годах — заместитель председателя Президиума Якутского научного центра СО РАН.
С 1996 года — действительный член Академии наук Республики Саха (Якутия).
Был деканом историко-юридического факультета Якутского государственного университета, а также заместителем директора Института гуманитарных исследований Академии наук Республики Саха (Якутия).
В настоящее время — заведующий кафедрой философии Якутского научного центра СО РАН.
Член редакционной коллегии журнала «Наука и техника в Якутии».
Член Ассоциация азиатских философов и член Американской философской ассоциации «Универсальный диалог»).
Член ОУС по гуманитарным наукам Академии наук Республики Саха (Якутия).
Член диссертационного совета по философии СВФУ.

## Научная деятельность
В исследованиях посвящённых социологическим, философским и частнонаучным проблемам человека Махаров разрабатывает идею создания целостной концепции человекознания, где теория человека рассматривается как единая концептуальная система, выявляется особенность предметов исследования частных и философских наук, проводится осмысление принципов и методов исследования человека. Им показано главенство проблемы человека в изучении интеграционных процессов взаимодействия наук, которые исследуют природные и социальные явления. Махаров полагает, что через призму человеческой проблематики нужно переосмыслить всё наличное научное знания, а также сделать проблему человека во главе концепции преобразования общества. Он считает, что это должно сказаться на разработке прикладных вопросов политических и экономических реформ.

## Научные труды

### Монографии
- Махаров Е. Н. Проблема человека в истории философии. — М., 1984.
- Махаров Е. Н. Проблема человека в истории философской мысли / Предисл. А. И. Зимина. — М. : Знание, 1986. — 63 с. (Новое в жизни, науке, технике. Философия; 8/1986)
- Махаров Е. Н. Методология комплексного исследования человека / Акад. обществ. наук при ЦК КПСС, Каф. философии. — М.: АОН при ЦК КПСС, 1991. — 267 с.
- Махаров Е. Н. Философия человека : Учебное пособие / Рос. АН, Сиб. отд-ние, Якут. науч. центр, Якут. гос. ун-т. — Якутск: ЯНЦ СО РАН, 1994. — 75 с.
- Махаров Е. Н. Духовная ситуация времени и толерантность. — Якутск, 1995.
- Махаров Е. Н. Философия человеческого общества: Социальная онтология. Социальная гносеология. Социальная динамика. - М. : Мысль, 1999. —  335 с. ISBN 5-244-00950-8
- Махаров Е. Н. Философия истории. — М. : Мысль, 2004. — 190 с. ISBN 5-244-01043-3
- Махаров Е. Н. Философия человека: история и онтология современных проблем. — М.: Мысль, 2011. — 327 с. ISBN 978-5-244-01142-5

### Статьи
- О специфике философского знания // Диалектика связи философского и конкретно-научного знания. Иркутск, 1979
- Философия и взаимодействие наук в исследовании человека // Методологические проблемы исследования человека в регионе. Новосибирск, 1987

### Составление и научная редакция
- Социальная политика Республики Саха (Якутия) : Материалы науч.-практ. конф., Якутск, 6-7 дек. 1994 г. Ч. 1. / Редкол.: Е. М. Махаров (отв. ред.) и др.]. — Якутск : М-во социал. защиты труда и занятости РС(Я), 1995. — 188 с.
- Республика как субъект Федерации: итоги и перспективы федеративных отношений: Сборник / Правительство Респ. Саха (Якутия), Акад. наук Респ. Саха (Якутия). Ин-т гуманитар. исслед.; [Редкол.: Е. М. Махаров (отв. ред.) и др.]. — Якутск : Якут. фил. Изд-ва СО РАН, 2001. — 354 с. ISBN 5-8176-0022-6
- История XX века: Якутия в контексте всемирной истории : Сб. науч. тр. / М-во образования Рос. Федерации. Якут. гос. ун-т им. М.К. Аммосова; Редкол.: Махаров Е. М. (отв. ред.) и др. — Якутск: Изд-во ЯГУ, 2001. — 224 с. ISBN 5-7513-0291-5
- Мординов А. Е. Избранные труды : в 2 т. / сост.: Е. М. Махаров и др. ; отв. ред.: Е. М. Махаров; ГОУ ВПО "Якутский гос. ун-т им. М. К. Аммосова", Каф. философии. — Якутск : Бичик, 2009. ISBN 978-5-7696-3250-1

## Награды
- Заслуженный деятель науки Республики Саха (Якутия) (2007)[1]
- Почётный работник высшего профессионального образования Российской Федерации[1]